# 墨头鱼
墨头鱼（学名：Garra lamta）为輻鰭魚綱鯉形目鲤科的其中一種。分布於亞洲印度、尼泊爾東部及緬甸，體長可達25.3公分，可做為食用魚。

## 扩展阅读
維基物種上的相關：墨头鱼